# Sidney Reilly
Sidney George Reilly (roz. Zigmund Rozenbljum/Зигмунд Розенблюм kolem 1873 - 5. listopadu 1925) byl dobrodruh a tajný agent původem z Ruska, známý jako „špiónské eso“ (Ace of Spies).

## Životopis
O svém původu Reilly uváděl v různých dobách různé informace, nejpravděpodobněji pocházel ze středostavovské židovské rodiny žijící na jihu Ruské říše. Všechny zdroje se shodují na jeho rodném příjmení Rozenbljum, místo narození je pak někdy udávané v Chersonu, jindy v Oděse. Ještě častěji se zdroje rozcházejí na jeho rodném jménu, resp. otčestvu. Nejčastěji udávané (oficiální, v archivu GPU) je Zigmund Markovič.
Údajně pracoval pro nejméně čtyři různé velmoci, nejznámější je jeho práce pro Brity - pro zvláštní pobočku Scotland Yardu a později pro zahraniční sekci britského úřadu tajné služby, předchůdkyni moderní britské Tajné zpravodajské služby MI6 / SIS. Lze mimo jiné doložit, že byl zapojen do špionážních aktivit v Londýně v 90. letech 19. století v ruských emigrantských kruzích, v Mandžusku v předvečer rusko-japonské války (1904–05).
Hvězdné chvíle zažíval s příchodem 1. světové války. Organizoval prodej zbraní z USA do Ruska, byl přijat do řad kanadského armádního letectva a na konci roku 1917 byl opět přijat do britské rozvědky. V souvislosti s britskými, resp. spojeneckými obavami ze snah bolševiků o uzavření míru s Německem byl vyslán do Ruska. V roce 1918 se zapojil do organizování "spiknutí vyslanců" (též případ Lockhart / Lockhart Plot; tajná spolupráce britského, francouzského a amerického vyslance proti sovětském Rusku, jejíž bezprostřední následek měla být zrada jednotek lotyšských střelců a to pomocí úplatku 1 200 000 rublů jejich veliteli - půl milionu se ztratilo, resp. nebylo vyplaceno jemu; pozn.: měsíční plat V.I.Lenina činil 500 R) a do neúspěšného puče eserů proti bolševické vládě Vladimíra Iljiče Lenina v Moskvě. Podařilo se mu také vyvézt z Ruska Alexandra Kerenského. V březnu 1919 pomohl Reilly odhalit bolševické podzemí v Oděse, zatčeny byly zdejší špičky organizace včetně prvního sovětského zpravodajského esa Žorže Lafara (též George de La Far), který se zakonspiroval až do hlavního štábu francouzské mise a už na samém počátku dubna utíká se stahujícími se Francouzi do Turecka.
Rusko-židovský Angličan byl zuřivý antikomunista, dělal i poradce W. Churchillovi. Po r. 1919 těsně spolupracoval s bělogvardějskou emigrací, Borisem Savinkovem, osobně se zapojil do teroru v Bělorusku (1920), organizoval atentát na sovětskou delegaci na Janovské konferenci (duben-květen 1922).
Reilly zmizel v sovětském Rusku v polovině 20. let, kdy se stal obětí operace Trest (Trust) sovětské Čeky. Byl vyslán náčelníkem britské rozvědky v Helsinkách, aby odhalil, co se skrývá za novou kontrarevoluční organizací o níž přicházely zprávy zpoza hranice - právě ta ovšem byla onou operací sovětské bezpečnosti. Při pokusu o návrat do Finska byl na hranicích při fingované přestřelce zadržen. Byl prohlášen za mrtvého a vyslýchán v izolaci. Popraven v listopadu 1925 v lese v moskevských Sokolnikách. Britský diplomat a novinář R. H. Bruce Lockhart zveřejnil roku 1932 své a Reillyho činy z roku 1918 směřující ke svržení bolševického režimu v knize Memoirs of a British Agent (Memoáry britského agenta).  Ta se stala mezinárodním bestsellerem a získala Reillymu celosvětovou slávu. Ian Fleming ho pak použil jako jeden z modelů pro Jamese Bonda ve svých románech (odehrávajících se na počátku studené války). Reilly je považován za „dominantní postavu v mytologii moderní britské špionáže“. Po rozpadu Sovětského svazu vyšlo najevo, že si v Lubjance psal tajně deník, ten byl publikován v Anglii přesně tři čtvrtě století po jeho úmrtí v roce 2000.